# ビクトル・モジェホ
ビクトル・モジェホ・カルピンテーロ（Víctor Mollejo Carpintero、2001年1月21日 - ）は、スペイン・カスティーリャ・ラ・マンチャ州アルカサル・デ・サン・フアン出身のサッカー選手。アトレティコ・マドリード所属。ポジションはFW。

## キャリア
シウダー・レアル県アルカサル・デ・サンファンで生まれ、トレド県ヴィラ・デ・ドン・ファドリケで育つ。CDヴィラ・デ・ドン・ファドリケから2010年にアトレティコ・マドリードユースに加わった。 2017年8月12日、プレシーズンのCDレガネスとの親善試合でトップチームで出場し、21世紀生まれとしてクラブでプレーする初めての選手となった。 
2018-19シーズンに先駆け、リザーブチームに昇格し、2018年8月26日にセグンダディビシオンBのADユニオン・アダルベ戦でプロデビューを果たした。9月23日CDAナバルカルネロとの試合で初得点を決めた。  2019年1月19日、トップチームとしてSDウエスカ戦に出場し、ラ・リーガデビューをした。   
2019年9月2日、セグンダ・ディビシオンのデポルティーボ・ラ・コルーニャと、シーズン終了までのローン契約を結んだ。  2019年9月18日、CDヌマンシアとの試合でチーム初ゴールを決めた。リーグ戦6ゴールを記録し、デポルでの2番目の得点数となったが、チームの降格を回避することができなかった。 
2021年8月31日、2021-22シーズンはCDテネリフェにレンタル移籍することが発表された。
2022年7月18日、レアル・サラゴサに2シーズンのレンタル移籍が決定した。